# Waferbonden
Das Waferbonden ist ein Verfahrensschritt in der Halbleiter- und Mikrosystemtechnik, bei dem zwei Wafer oder Scheiben (Silizium, Quarz, Glas und andere) gefügt, das heißt vollflächig miteinander verbunden werden. In Maschinenbau und in der Optikfertigung bezeichnet man eine damit verwandte Technik als Ansprengen.

## Anwendungen
In der Mikrosystemtechnik wird Waferbonden genutzt, um die für die Sensoren nötigen Kavitäten herzustellen, so z. B. die Referenzdruckkammer bei einem absoluten Drucksensor oder die Unterdruckkammer einiger Drehratensensoren. Auch bei der Fertigung von Photovoltaikzellen und -modulen hat Waferbonden erhebliche Relevanz. Jüngste Fortschritte der Chipentwicklung und -fertigung, insbesondere des Packagings, legen eine verstärkte Relevanz und Notwendigkeit von Waferbonding für diverse hochintegrierte Technologien wie 3D-NAND und High Bandwidth Memory nahe.

## Waferbondverfahren

### Verfahren ohne Zwischenschichten
- Direktes Bonden: Das Silizium-Direktbonden (SFB) wurde erstmals 1986 von J. B. Lasky[2] vorgestellt.
 Bei diesem Verfahren werden hydrophile und hydrophobe Oberflächen bei hohen Temperaturen in Kontakt gebracht. Dabei wird ein Wafer in der Mitte gegen den anderen Wafer gepresst, es entsteht der erste Kontaktpunkt. Die Grundlage der mechanischen Verbindung stellen Wasserstoffbrücken und Van-der-Waals-Wechselwirkungen im Bereich der Kontaktzone. Die übrige Fläche wird dabei erst noch mittels Abstandhaltern voneinander getrennt. Anschließend werden die Abstandshalter entfernt und die Silizium-Verbindungsstelle breitet sich vom Zentrum aus. Übliche Prozesstemperaturen liegen im Bereich zwischen 1000 °C und 1200 °C. Der Druck, mit dem die Wafer aufeinandergedrückt werden, beträgt ca. 18 MPa.
- Anodisches Bonden: Beim anodischen Bonden wird Glas mit erhöhter Na+-Ionenkonzentration genutzt. Dieses Glas wird mit dem Siliziumwafer in Kontakt gebracht und eine Spannung so angelegt, dass die negative Polung am Glas anliegt. Dadurch und durch erhöhte Temperatur diffundieren die Natriumionen (Na+) zur Elektrode. Aufgrund dessen bildet sich eine Raumladungszone an der Grenzfläche aus, was zu einem hohen Feld führt und damit zur Bildung von Si–O–Si-Bindungen. Die Bondfront verhält sich nun wie beim SFB, nur langsamer.
- Anodisches Bonden bei Niedrigtemperatur: Das anodische Bonden bei Niedrigtemperatur ist besonders für temperatursensitive Materialien geeignet. Durch bestimmte Prozesse zur Oberflächenaktivierung an den Prozesswafern kann eine Senkung der üblichen Bond-Temperatur von 400 °C auf unter 180 °C erzielt werden. Die Anwendung des anodischen Bondverfahrens bei Niedrigtemperatur erlaubt eine Schonung des Materials sowie die Reduktion von Materialspannungen.

### Verfahren mit Zwischenschichten
- Eutektisches Bonden: Das Prinzip beruht hier auf Verbindungsbildung durch eine eutektische Legierung wie zum Beispiel Si-Au oder Ge-Al.
- Glas-Frit-Bonden: Verbindungsbildung durch Aufschmelzen von Glasloten/Glas-Fritten
- Adhäsives Bonden: Verbindungsbildung durch Klebstoff als Zwischenschicht

| Methode                                 | Material                           | Zwischenschichten                                  | Temperatur in °C    | Oberflächenbehandlung                                                           | Selektives Bonden erreicht durch |
| --------------------------------------- | ---------------------------------- | -------------------------------------------------- | ------------------- | ------------------------------------------------------------------------------- | -------------------------------- |
| Anodisches Bonden                       | Glas-Si Si-Si Si-Metall/Glas       | auf Pyrex gesputtertes Al, W, Ti, Cr               | > 250 > 300 300…500 | Spannung 50…1000 V                                                              | Fotolithografie, Ätzen, Lift-off |
| Silizium-Direktbonden                   | Si-Si SiO2–SiO2                    |                                                    | 700…1000            | Standardreinigung                                                               | Fotolithografie, Ätzen           |
| Anodisches Bonden bei Niedrigtemperatur | Glas-Si                            |                                                    | > 180               | Spannung 10…30 V                                                                |                                  |
| Glas-Frit-Bonden                        | Si-Si SiO2-SiO2                    | Na2O–SiO2 und andere Sol-Gel-Materialien, Bor-Glas | 400…600 > 450       | Rotationsbeschichtung chemische Gasphasenabscheidung, Dotierung,                | Siebdruck                        |
| Niedertemperatur Silizium-Direktbonden  | Si-Si SiO2-SiO2                    |                                                    | 200…400             | Plasma-Behandlung, Nasse Oberflächenaktivierung (tauchen)                       | Fotolithografie, Ätzen, Lift-off |
| Eutektisches Bonden                     | Si-Si                              | Au, Al                                             | 379, 580            | Sputtern, Galvanisieren                                                         | Lift-off, Ätzen                  |
| Schweiß-Bonden                          | Si-Si                              | Au, Pb-Sn                                          | 300                 | thermisches Verdampfen, Sputtern                                                | Lift-off, Ätzen                  |
| Adhäsives Bonden                        | Glas-Si Si-Si SiO2-Si2 Si3N4-Si3N4 | Klebstoff, Fotolack                                | 25…200              | Rotationsbeschichtung (engl. spin coating) Sprühbelackung (engl. spray coating) | Fotolithografie                  |